# Francesco Giuseppe di Thurn und Taxis
Francesco Giuseppe Massimiliano Maria Antonio Ignazio Lamoral di Thurn und Taxis (nome completo in tedesco: Franz Josef Maximilian Maria Antonius Ignatius Lamoral Fürst von Thurn und Taxis; Ratisbona, 21 dicembre 1893 – Ratisbona, 13 luglio 1971) fu il nono principe di Thurn und Taxis e capo del Casato Principesco di Thurn und Taxis dal 22 gennaio 1952 fino alla sua morte.

## Infanzia
Francesco Giuseppe era il figlio primogenito di Alberto, VIII Principe di Thurn und Taxis e dell'Arciduchessa Margherita Clementina d'Austria.
Suo padrino fu l'Imperatore Francesco Giuseppe I d'Asburgo. Francesco Giuseppe ebbe sei fratelli ed una sorella. Uno dei suoi fratelli fu il Principe Max Emanuel di Thurn und Taxis (1902–1994), un membro dell'Ordine di San Benedetto noto come Pater Emmeram.

## Educazione e servizio nella I Guerra Mondiale
Francesco Giuseppe ricevé una educazione umanista da insegnanti privati. A partire dal semestre invernale del 1912, Francesco Giuseppe studiò sia all'Università di Strasburgo che all'Università di Lipsia. A causa dello scoppio della I Guerra Mondiale, non poté completare i suoi studi. Il 6 agosto 1914, Francesco Giuseppe entrato a far parte Reggimento di Elite prussiano Garde de Corps.
Durante la guerra, fu promosso a tenente. Dopo la fine della guerra nel gennaio 1919, Francesco Giuseppe ritornò a Ratisbona.

## Matrimonio e famiglia
Francesco Giuseppe sposò la Principessa Isabella Maria di Braganza, figlia di Miguel, Duca di Braganza e di sua moglie la Principessa Maria Teresa di Löwenstein-Wertheim-Rosenberg, il 23 novembre 1920 al Castello di Bronnbach, a Wertheim in Baviera.
Francesco Giuseppe e Isabella Maria ebbero cinque figli:
- Principe Gabriele di Thurn und Taxis (16 ottobre 1922 – 17 dicembre 1942)[1][2]
- Principe Michele di Thurn und Taxis (16 ottobre 1922 – 17 ottobre 1922)[1][2]
- Principessa Elena di Thurn und Taxis (27 maggio 1924 – 27 ottobre 1991)[1][2]
- Principessa Maria Teresa di Thurn und Taxis (10 settembre 1925 – 27 aprile 1997)[1][2]
- Principessa Maria Ferdinanda of Thurn and Taxis (19 dicembre 1927 - 9 giugno 2018)[1][2]

Insieme con sua moglie, Francesco Giuseppe andò a risiedere allo Schloss Haus a Neueglofsheim (Alto Palatinato) dove gestiva la proprietà e i suoi interessi. Lì, acquisì anche un interesse per la caccia, la storia e l'arte. In seguito lasciato in eredità grande biblioteca privata dello Schloss Haus al Fürst Thurn und Taxis Hofbibliothek.

## II Guerra Mondiale
All'età di 46 anni, Francesco Giuseppe servì la Germania nazista nell'Invasione della Polonia nel 1939. Entro la fine di giugno 1940, era in servizio nella Campagna di Francia. Successivamente, Francesco Giuseppe fu un capo equipaggio di stanza in Francia per due anni e mezzo fino a che fu licenziato a causa di un decreto di Adolf Hitler sulla "incapacità alla difesa della nobiltà tedesca" retroattivo al 31 marzo 1944 dal Feldmaresciallo Wilhelm Keitel dell'Esercito.
il figlio di Francesco Giuseppe il Principe Gabriele rimase ucciso in azione il 17 dicembre 1942 nella Battaglia di Stalingrado.

## Vita successiva
Francesco Giuseppe risiedeva per la maggior parte dell'anno allo Schloss Haus, ma trascorreva gli inverni allo Schloss Thurn und Taxis a Ratisbona. Oltre alla gestione della tenuta di famiglia, si dedicò sempre più alla conservazione della storia di Ratisbona e all'ex Abbazia di Sant'Emmerano, la residenza del casato Principesco di Thurn und Taxis.
Il 21 dicembre 1963, Francesco Giuseppe fu fatto cittadino onorario della città di Ratisbona "in apprezzamento per l'alto contributo alle questioni economiche, sociali e culturali." Fu anche nominato membro onorario della associazione studentesca cattolica romana K.D.St.V. Rupertia Regensburg.
Francesco Giuseppe sopravvisse alla moglie Isabella Maria, che morì il 12 gennaio 1970, circa un anno e mezzo prima di lui. Morì dopo una grave malattia, il 13 luglio 1971 e fu sepolto nella cappella delle sepolture nell'Abbazia di Sant'Emmerano.
A Ratisbona, la Erbprinz-Franz-Joseph-Straße è chiamata in suo onore.
Alla sua morte il titolo di capo della casata passo al fratello Carlo Augusto, che aveva sposato la sorella di Isabella Maria, la Principessa Maria Anna.

## Ascendenza
|                                                    |                           |                                    | Genitori                                      |  |  | Nonni |  |  | Bisnonni                              |  |  | Trisnonni                           |  |
|                                                    |                           |                                    |                                               |  |  |       |  |  | Massimiliano Carlo di Thurn und Taxis |  |  | Carlo Alessandro di Thurn und Taxis |  |
|                                                    |                           |                                    |                                               |  |  |       |  |  | Massimiliano Carlo di Thurn und Taxis |  |  | Carlo Alessandro di Thurn und Taxis |  |
|                                                    |                           | Teresa di Meclemburgo-Strelitz     |                                               |  |  |       |  |  | Massimiliano Carlo di Thurn und Taxis |  |  |                                     |  |
| Massimiliano Antonio di Thurn und Taxis            |                           |                                    |                                               |  |  |       |  |  | Massimiliano Carlo di Thurn und Taxis |  |  |                                     |  |
|                                                    |                           | Baronessa Guglielmina di Dörnberg  | Ernesto di Dörnberg                           |  |  |       |  |  |                                       |  |  |                                     |  |
|                                                    |                           | Baronessa Guglielmina di Dörnberg  | Ernesto di Dörnberg                           |  |  |       |  |  |                                       |  |  |                                     |  |
|                                                    |                           | Baronessa Guglielmina di Dörnberg  | Wilhelmine Henriette Maximiliane von Glauburg |  |  |       |  |  |                                       |  |  |                                     |  |
| Alberto I di Thurn und Taxis                       |                           | Baronessa Guglielmina di Dörnberg  |                                               |  |  |       |  |  |                                       |  |  |                                     |  |
|                                                    |                           | Massimiliano Giuseppe in Baviera   | Pio Augusto in Baviera                        |  |  |       |  |  |                                       |  |  |                                     |  |
|                                                    |                           | Massimiliano Giuseppe in Baviera   | Pio Augusto in Baviera                        |  |  |       |  |  |                                       |  |  |                                     |  |
|                                                    |                           | Massimiliano Giuseppe in Baviera   | Amalia Luisa di Arenberg                      |  |  |       |  |  |                                       |  |  |                                     |  |
| Elena di Baviera                                   |                           | Massimiliano Giuseppe in Baviera   |                                               |  |  |       |  |  |                                       |  |  |                                     |  |
|                                                    |                           | Ludovica di Baviera                | Massimiliano I Giuseppe di Baviera            |  |  |       |  |  |                                       |  |  |                                     |  |
|                                                    |                           | Ludovica di Baviera                | Massimiliano I Giuseppe di Baviera            |  |  |       |  |  |                                       |  |  |                                     |  |
|                                                    |                           | Ludovica di Baviera                | Carolina di Baden                             |  |  |       |  |  |                                       |  |  |                                     |  |
| Francesco Giuseppe, IX Principe di Thurn und Taxis |                           | Ludovica di Baviera                |                                               |  |  |       |  |  |                                       |  |  |                                     |  |
|                                                    | Giuseppe d'Asburgo-Lorena | Leopoldo II d'Asburgo-Lorena       |                                               |  |  |       |  |  |                                       |  |  |                                     |  |
|                                                    | Giuseppe d'Asburgo-Lorena | Leopoldo II d'Asburgo-Lorena       |                                               |  |  |       |  |  |                                       |  |  |                                     |  |
|                                                    | Giuseppe d'Asburgo-Lorena | Maria Luisa di Borbone-Spagna      |                                               |  |  |       |  |  |                                       |  |  |                                     |  |
| Giuseppe Carlo Luigi d'Asburgo-Lorena              | Giuseppe d'Asburgo-Lorena |                                    |                                               |  |  |       |  |  |                                       |  |  |                                     |  |
|                                                    |                           | Maria Dorotea di Württemberg       | Ludovico Federico Alessandro di Württemberg   |  |  |       |  |  |                                       |  |  |                                     |  |
|                                                    |                           | Maria Dorotea di Württemberg       | Ludovico Federico Alessandro di Württemberg   |  |  |       |  |  |                                       |  |  |                                     |  |
|                                                    |                           | Maria Dorotea di Württemberg       | Enrichetta di Nassau-Weilburg                 |  |  |       |  |  |                                       |  |  |                                     |  |
| Margherita Clementina d'Asburgo-Lorena             |                           | Maria Dorotea di Württemberg       |                                               |  |  |       |  |  |                                       |  |  |                                     |  |
|                                                    |                           | Augusto di Sassonia-Coburgo-Kohary | Ferdinando di Sassonia-Coburgo-Kohary         |  |  |       |  |  |                                       |  |  |                                     |  |
|                                                    |                           | Augusto di Sassonia-Coburgo-Kohary | Ferdinando di Sassonia-Coburgo-Kohary         |  |  |       |  |  |                                       |  |  |                                     |  |
|                                                    |                           | Augusto di Sassonia-Coburgo-Kohary | Maria Antonia di Koháry                       |  |  |       |  |  |                                       |  |  |                                     |  |
| Clotilde di Sassonia-Coburgo-Kohary                |                           | Augusto di Sassonia-Coburgo-Kohary |                                               |  |  |       |  |  |                                       |  |  |                                     |  |
|                                                    |                           | Clementina d'Orléans               | Luigi Filippo di Francia                      |  |  |       |  |  |                                       |  |  |                                     |  |
|                                                    |                           | Clementina d'Orléans               | Luigi Filippo di Francia                      |  |  |       |  |  |                                       |  |  |                                     |  |
|                                                    |                           | Clementina d'Orléans               | Maria Amalia di Borbone-Due Sicilie           |  |  |       |  |  |                                       |  |  |                                     |  |
|                                                    |                           | Clementina d'Orléans               |                                               |  |  |       |  |  |                                       |  |  |                                     |  |

## Titoli, trattamento e stemma

### Titoli e trattamento
- 21 dicembre 1893 – 22 gennaio 1952: Sua Altezza Serenissima Il Principe Ereditario di Thurn und Taxis
- 22 gennaio 1952 – 13 luglio 1971: Sua Altezza Serenissima Il Principe di Thurn und Taxis